# NCAA Division I Men’s Tennis Championships 2004
Bei den NCAA Division I Men’s Tennis Championships wurden 2004 die Meister im US-amerikanischen College Tennis ermittelt. Gespielt wurde vom 14. bis zum 31. Mai. Ab dem 22. Mai wurden alle Matches auf dem Campus der University of Tulsa in Tulsa, Oklahoma ausgetragen. Gezählt wurden insgesamt etwa 13.000 Zuschauer.
Titelverteidigerin im Teamwettbewerb war die University of Illinois, die 2004 topgesetzt war. Auf sie folgte die Baylor University um ihre deutschen Spitzenspieler Benjamin Becker und Benedikt Dorsch, die im Finale der UCLA überlegen war. Es war der erste Titel einer Big-12-Schule bei diesem Turnier.
Im Einzel war der – in diesem Jahr nicht mehr spielberechtigte – US-Amerikaner Amer Delić Titelverteidiger. Sein Nachfolger wurde Benjamin Becker, der nach den Team Championships den zweiten Titel bei diesem Turnier gewann. Er siegte im Finale in zwei Sätzen über den Slowaken František Babej.
Im Doppel waren Rajeev Ram und Brian Wilson von Illinois die Titelverteidiger. In diesem Jahr siegten die US-Amerikaner KC Corkery und Sam Warburg von der Stanford University. Sie schlugen im Finale Bo Hodge und John Isner von der University of Georgia in drei Sätzen. 

## Mannschaftsmeisterschaften
| Nr. | Spieler     | Erreichte Runde |
| --- | ----------- | --------------- |
| 01. | Illinois    | Halbfinale      |
| 02. | USC         | Halbfinale      |
| 03. | Baylor      | Sieg            |
| 04. | UCLA        | Finale          |
| 05. | Duke        | 2. Runde        |
| 06. | Virginia    | Achtelfinale    |
| 07. | Florida     | Achtelfinale    |
| 08. | Mississippi | 2. Runde        |

| Nr. | Spieler          | Erreichte Runde |
| --- | ---------------- | --------------- |
| 09. | Georgia          | Achtelfinale    |
| 10. | Stanford         | Viertelfinale   |
| 11. | North Carolina   | 2. Runde        |
| 12. | Kentucky         | 2. Runde        |
| 13. | Va. Commonwealth | 2. Runde        |
| 14. | LSU              | 2. Runde        |
| 15. | Tennessee        | 2. Runde        |
| 16. | Harvard          | Achtelfinale    |

## Einzel

### Setzliste
| Nr. | Spieler         | Erreichte Runde |
| --- | --------------- | --------------- |
| 1.  | Brian Wilson    | 1. Runde        |
| 2.  | Benedikt Dorsch | 1. Runde        |
| 3.  | Jeremy Wurtzman | Achtelfinale    |
| 4.  | Cătălin Gârd    | 1. Runde        |
| 5.  | Phillip King    | Viertelfinale   |
| 6.  | Jesse Witten    | 1. Runde        |
| 7.  | Tobias Clemens  | Rückzug         |
| 8.  | Sam Warburg     | Achtelfinale    |

| Nr.    | Spieler           | Erreichte Runde |
| ------ | ----------------- | --------------- |
| 9.–16. | Benjamin Becker   | Sieg            |
| 9.–16. | Lester Cook       | 2. Runde        |
| 9.–16. | Bo Hodge          | Achtelfinale    |
| 9–16.  | Michael Kogan     | Halbfinale      |
| 9.–16. | Hamid Mirzadeh    | Viertelfinale   |
| 9.–16. | Doug Stewart      | 2. Runde        |
| 9.–16. | Sven Swinnen      | 1. Runde        |
| 9.–16. | Aleksandar Vlaski | 2. Runde        |

## Doppel

### Setzliste
| Nr. | Paarung                       | Erreichte Runde |
| --- | ----------------------------- | --------------- |
| 1.  | Richard Barker William Barker | Viertelfinale   |
| 2.  | Lester Cook Ante Matijevic    | 1. Runde        |
| 3.  | Bo Hodge John Isner           | Finale          |
| 4.  | Phil Stolt Brian Wilson       | 1. Runde        |

| Nr.   | Paarung                          | Erreichte Runde |
| ----- | -------------------------------- | --------------- |
| 5.–8. | Patrick Briaud Balazs Veress     | 1. Runde        |
| 5.–8. | Alberto Francis Krzysztof Kwinta | Viertelfinale   |
| 5.–8. | Ludovic Walter Jason Zimmerman   | Achtelfinale    |
| 5.–8. | Sam Warburg KC Corkery           | Sieg            |